# Ríos de Italia

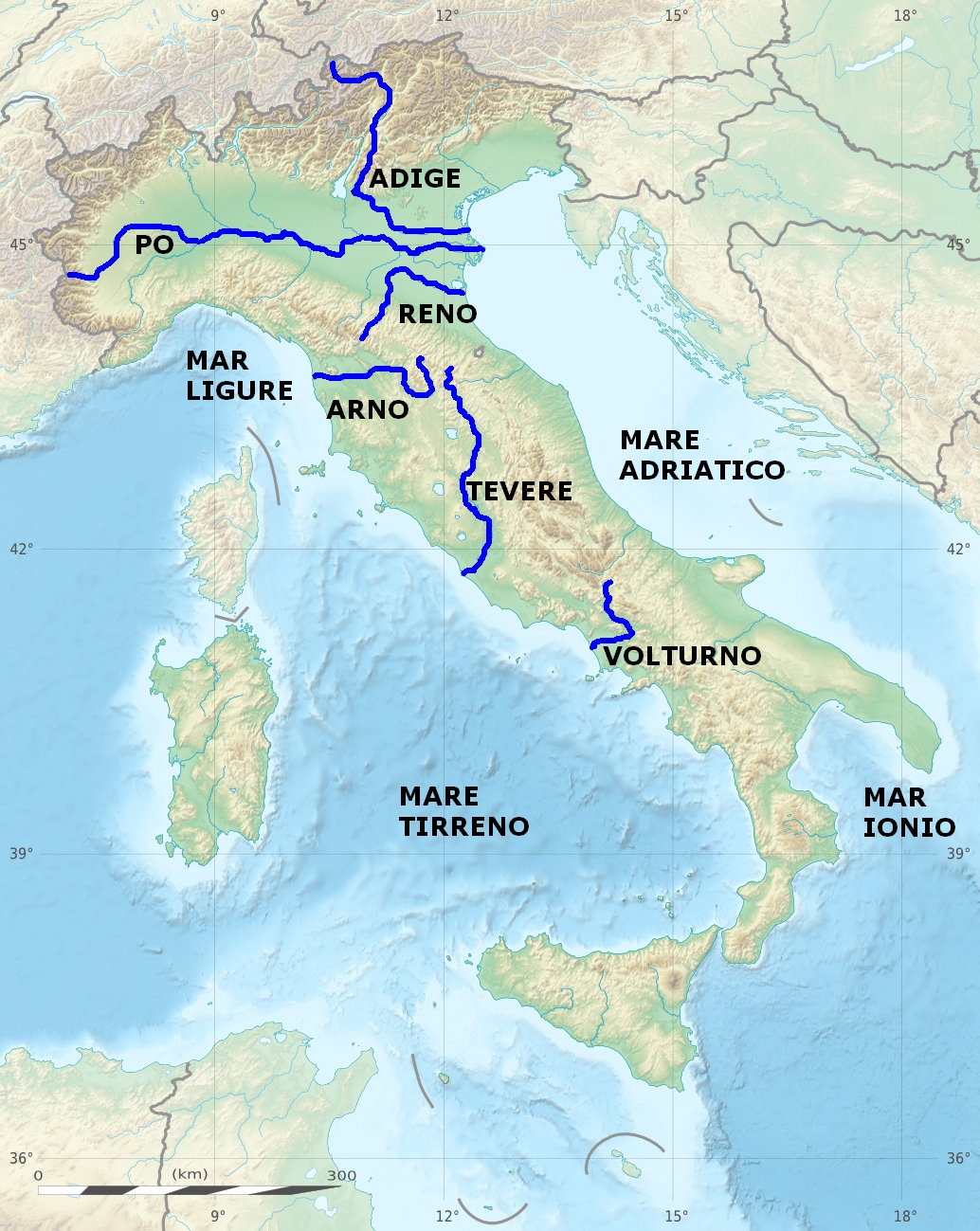
Mayores ríos de Italia

Los ríos de Italia, en comparación con los ríos de otras regiones europeas, son cortos. Esto se debe a que el país es una península estrecha, dividida por los Apeninos en dos vertientes.
En compensación, son muy numerosos. Gracias a la relativa abundancia de lluvias que disfruta Italia en general, y a la existencia del sistema montañoso de los Alpes en la parte norte del país, rico en nevadas y de glaciares.

## Características de los ríos italianos
Se pueden hacer las siguientes consideraciones generales respecto de los ríos italianos:
- Los ríos de mayor longitud y mayor caudal se encuentran en la región alpina.
- En la península itálica, en cambio, dada la disposición del sistema montañoso de los Apeninos que dividen el país en dos vertientes, se comprueba que ninguno de los ríos que desembocan en el mar Adriático y el mar Jónico, supera los 200 km, a excepción del río Reno. Sólo una decena supera los 100 km. Los que desembocan en el mar Tirreno son, por lo general, más largos, destacando el río Arno y el río Tíber.

- Dado la ubicación de los manantiales y el régimen pluvioso local, los ríos italianos se pueden clasificar en:

- - ríos alpinos: de origen glacial, de mayor caudad durante las estaciones primaveral y estival. los lagos que frecuentemente ocupan las depresiones de los valles alpinos sirven a moderar el ímpetu de los ríos y a purificar sus aguas. De hecho, dada la rapidez con la que los ríos descienden los valles, es notable la velocidad de sus aguas y sensible su actividad erosiva y de transporte de sedimentos rocosos. La decantación es precisamente el proceso por el cual estos materiales son depositados en los lagos en que los ríos son remansados.

- - ríos apenínicos: las épocas de mayor caudal son la primavera y el otoño.

## Los ríos de la vertiente Adriática
Desembocan en el mar Adriático:
- El Po, el río más importante de Italia.[1] Abundante en afluentes que en parte descienden por la vertiente meridional de la cadena de los Alpes y en parte de la vertiente emiliana del sistema Apenínico.
- Los ríos que provienen de los Alpes Orientales y desembocan directamente en el mar Adriático y algunos otros que, como los anteriores, constituyen el considerado sistema hidrográfico padano-veneciano. El mejor ejemplo es el río Adigio.
- Los ríos que descienden de la vertiente oriental del sistema apenínico en la zona de la península comprendida entre las regiones de la Emilia-Romagna y la Puglia.[1]

### El Po y sus afluentes
El Po nace en el monte Monviso y desemboca en el mar Adriático, cerca de Venecia, después de haber recorrido cerca de 652 km y drenado una cuenca de casi 75.000 km². Con un caudal medio anual del orden de los 1.540 m³/sg, ciertamente inferior a aquellos de los diversos ríos europeos: - cerca de 1/6 del Volga, 1/4 del Danubio, y 2/3 del Rin y del Ródano -, pero también superior a aquellos otros ríos europeos: cerca del doble del caudal del Elba, del Sena, del Garona, y del Oder; el triple del Tajo, del Duero y del Ebro; cuatro veces el caudal del Loira o del Mosa y seis veces el caudal del Guadiana. 

#### Los afluentes de la izquierda del Po
- Pellice, de 60 km de largo, que junto a su afluente el Chisone aporta al Po un caudal medio de 22,3 m³/sg.
- Dora Riparia deriva il propio nome da quello di uno dei suoi rami sorgentizi: il Ripa. Desciende por el Valle de Susa y se une al Po en Turín, con un volumen medio de agua cercano a los 26 m³/sg.
- Stura di Lanzo que se origina en las cercanías del Gran Paradiso, después de un recorrido de 65 km, desemboca en el Po con un caudal medio de 32 m³/sg.
- Orco, nace en el Gran Paradiso y después de 100 km desemboca en el Po cerca de Chivasso, aportando un caudal medio de 28 m³/sg.
- Dora Baltea, importante río que brota del Monte Bianco y que es alimentado de los glaciares del Monte Rosa, del Cervino, y del Gran Paradiso. Essa prende il nome dal Balteo, che scende dalla valle laterale del colle del Piccolo San Bernardo, recorre el Valle d'Aosta y desemboca en la llanura crca de Ivrea. Al Po versa mediamente, dopo 160 km di corso che emungono un bacino di 4.322 Kmq, ben 110 mc/sec, constituyendo el quinto afluente por caudal medio anual.
- Sesia nace en el Monte Rosa y recorre el valle (la Val Sesia)
- Adda, principal afluente del Po y el 4º río más largo de Italia.

### Los afluentes de la derecha del Po
- Tanaro, el principal afluente de la margen derecha y el sexto río más largo de Italia.
- Trebia.
- Taro.
- Secchia.
- Panaro.